# Tetiz (kommun)
Tetiz är en kommun i Mexiko.   Den ligger i delstaten Yucatán, i den östra delen av landet, 1 000 km öster om huvudstaden Mexico City. Antalet invånare är 4 730. Arean är 180 kvadratkilometer.
Terrängen i Tetiz är mycket platt.
Följande samhällen finns i Tetiz:
- Tetiz